# Camerún en la Copa Mundial de Fútbol Sub-20 de 2011
La Selección de Camerún será uno de los 24 equipos participantes en la Copa Mundial de Fútbol Sub-20 de 2011, torneo que se llevará a cabo entre el 29 y el 20 de agosto de 2011 en Colombia.
En el sorteo realizado el 27 de abril en Cartagena de Indias la Selección de Camerún quedó emparejada en el Grupo B junto con Nueva Zelanda, con quien debutará, Uruguay y Portugal.

## Fase de grupos

### Grupo B
| Equipo        | Pts | PJ | PG | PE | PP | GF | GC | Dif |
| ------------- | --- | -- | -- | -- | -- | -- | -- | --- |
| Portugal      | 7   | 3  | 2  | 1  | 0  | 2  | 0  | 2   |
| Camerún       | 4   | 3  | 1  | 1  | 1  | 2  | 2  | 0   |
| Nueva Zelanda | 2   | 3  | 0  | 2  | 1  | 2  | 3  | -1  |
| Uruguay       | 2   | 3  | 0  | 2  | 1  | 1  | 2  | -1  |

| 30 de julio de 2011, 17:00 | Camerún    | 1:1 (1:1) | Nueva Zelanda     | Estadio Olímpico Pascual Guerrero, Cali                              |                                                                      |
|                            | Mbondi 33' | Reporte   | Tchaha 40' (a.g.) | Asistencia: 35.276 espectadores Árbitro(s): William Collum (Escocia) | Asistencia: 35.276 espectadores Árbitro(s): William Collum (Escocia) |

| 2 de agosto de 2011, 20:00 | Portugal     | 1:0 (1:0) | Camerún | Estadio Olímpico Pascual Guerrero, Cali                              |                                                                      |
|                            | Oliveira 19' | Reporte   |         | Asistencia: 28.889 espectadores Árbitro(s): Antonio Arias (Paraguay) | Asistencia: 28.889 espectadores Árbitro(s): Antonio Arias (Paraguay) |

| 5 de agosto de 2011, 17:00 | Uruguay | 0:1 (0:1) | Camerún    | Estadio Nemesio Camacho El Campín, Bogotá                                |                                                                          |
|                            |         | Reporte   | Mbongo 28' | Asistencia: 35.745 espectadores Árbitro(s): Mark Geiger (Estados Unidos) | Asistencia: 35.745 espectadores Árbitro(s): Mark Geiger (Estados Unidos) |

## Segunda Fase

### Octavos de final
| 9 de agosto de 2011, 20:00 | Camerún     | 1:1 (1:1,0:0) | México       | Estadio Hernán Ramírez Villegas, Pereira                           |                                                                    |
|                            | Ohandza 79' | Reporte       | Orrantia 81' | Asistencia: 20.268 espectadores Árbitro(s): Wilson Seneme (Brasil) | Asistencia: 20.268 espectadores Árbitro(s): Wilson Seneme (Brasil) |

| Tiros desde el punto penal |                            |     |                  |        |
| Ohandza                    | Fallo de penal (atajado)   | 0:1 | Acierto de penal | Torres |
| Nguessi                    | Fallo de penal (travesaño) | 0:2 | Acierto de penal | Davila |
| Mbondi                     | Fallo de penal (poste)     | 0:3 | Acierto de penal | Piñón  |